# Frédéric Auguste Bartholdi
Frédéric Auguste Bartholdi (Colmar, 2 de agosto de 1834-París, 4 de octubre de 1904), también conocido por el sobrenombre de Amilcar Hasenfratz, fue un escultor francés, conocido especialmente por ser el autor de la célebre Estatua de la Libertad, regalo de Francia a los Estados Unidos, que está situada en la entrada del puerto de Nueva York, así como del monumental León de Belfort, esculpido en un acantilado para celebrar la heroica resistencia de la ciudad en el asedio de 1870-71 durante la guerra franco-prusiana.

## Biografía
Nacido en Colmar el 2 de agosto de 1834, hijo de Jean Charles Bartholdi (1791-1836), consejero de prefectura, y de Augusta Charlotte, nacida Beysser (1801-1891), hija de un alcalde de Ribeauvillé. De sus cuatro hijos, sólo sobrevivirían el mayor, Jean-Charles (abogado-editor) y el menor, Auguste. Tras la muerte prematura de su padre, la madre, de posición acomodada, decide ir a vivir a París, conservando la casa familiar de la rue des marchands, 30, que aloja desde 1922 el museo Bartholdi (después de haber sido legado a la ciudad en 1907).
Después de sus estudios en el liceo Louis-le-Grand en París, Auguste Bartholdi obtiene su bachillerato en 1852. A continuación estudió arquitectura en la escuela nacional superior de bellas artes, así como pintura bajo la dirección de Ary Scheffer en su taller de la calle Chaptal. Después de un largo y memorable viaje a Egipto, comenzó su actividad de arquitecto en Colmar, con su primer monumento, dedicado al general Rapp, en 1856.
Durante la Guerra Franco-Prusiana de 1870, fue jefe de escuadrón de los guardias nacionales y actuó como edecán del general Giuseppe Garibaldi y enlace del gobierno, particularmente encargado de ocuparse de las necesidades del ejército de los Vosgos.
En 1871, a petición de Eduardo Laboulaye (del que Bartholdi realizó un busto en 1866) y de la Unión franco-americana, efectúa su primer viaje a los Estados Unidos, para poder seleccionar en persona el lugar donde estará instalada la célebre Estatua de la Libertad. El proyecto tenía un gran parecido con otro proyecto suyo consistente en una estatua que se situaría en la entrada del canal de Suez, si Ismail Pachá lo hubiera aceptado en 1869.
Francmasón desde 1875, se adhirió a la logia Alsacia-Lorena Gran Oriente de Francia Es a partir de esta fecha cuando comienza la construcción de la Estatua de la Libertad en sus talleres parisienses de la calle Vavin. Efectuó su último viaje a los Estados Unidos con motivo de la inauguración de la estatua, el 28 de octubre de 1886, en Nueva York.
Como creador de la Estatua de la Libertad, su carrera tomará desde entonces una dimensión internacional y lo convirtió en uno de los escultores más célebres del siglo XIX en toda Europa y América del Norte.
Fue nombrado comendador de la Legión de Honor en 1882.
Murió de tuberculosis el 4 de octubre de 1904 en París, y está enterrado en el cementerio de Montparnasse.

## Su obra

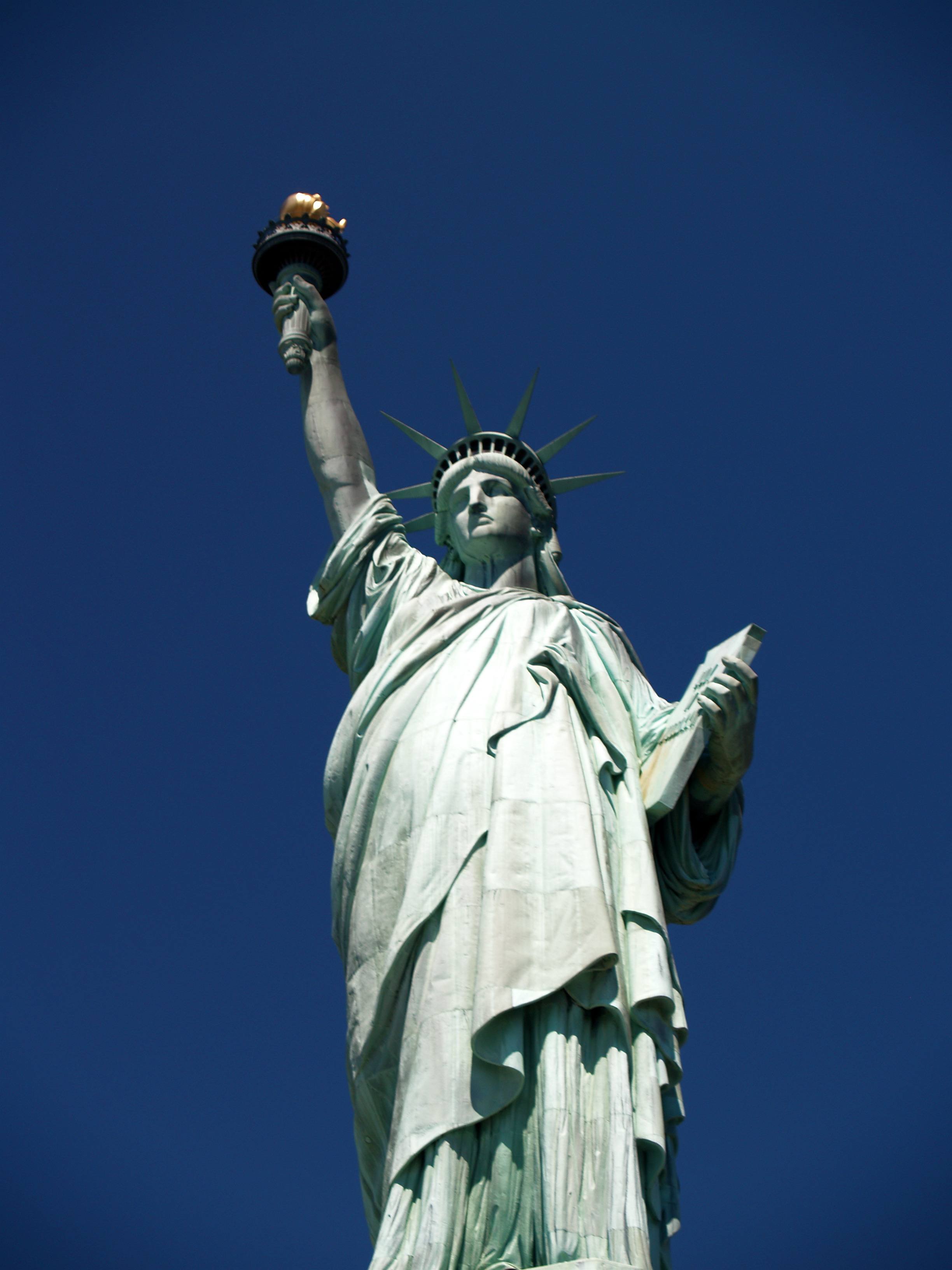
La Estatua de la Libertad, la obra más famosa de Bartholdi.

Sin duda Bartholdi es famoso por la Estatua de la Libertad, pero su obra incluye una gran variedad de estatuas en Francia, Estados Unidos y otros lugares del mundo. Algunas de sus obras más notables son:
- Los 4 ángeles trompetistas en la Iglesia Unitariana Baptista de Boston (1874).
- La estatua de La Fayette en Union Square Park, Nueva York (1876).
- La «Fuente del Capitolio» en el parque Bartholdi en Washington D. C. (1878).
- El León de Belfort en Belfort (Francia) (1880) (del que existe una réplica de reducido tamaño en la plaza Denfert-Rochereau de París).
- La estatua de Diderot, erigida en la plaza Diderot de Langres en 1884.
- La Estatua de la Libertad en Nueva York (1886). Dos copias más pequeñas se encuentran en el puente de grenelle en París, inaugurada en 1885 y otra en el Jardín del Luxemburgo.
- La fuente Bartholdi, en la place des Terreaux, en Lyon (Francia) (1892).
- La Estatua de la libertad en la Plaza del Regocijo, en Potosí (Bolivia) (1890).
- «Monumento a Suiza socorriendo Estrasburgo» en Basilea (Suiza) (1895).
- La estatua ecuestre de Vercingétorix, en Clermont-Ferrand (Francia) (1903).

También es autor de numerosos monumentos y estatuas en Colmar, en el Alto Rin (Francia), su villa natal:
- El monumento del general Rapp (1856). La estatua fue presentada en el marco de la Exposición Universal de 1855 en los Campos Elíseos antes de situarse en la gran plaza de la ciudad alsaciana.
- El monumento de Martin Schongauer en el museo de Unterlinden (1863).
- El monumento del almirante Bruat en el Campo de Marte (1864), destruido por la ocupación de septiembre 1940, la estatua de Bruat ha sido devuelta a la plaza en 1958.
- El «Genio fúnebre» bronce de 1866 en la escalera del liceo Bartholdi de Colmar.
- El «Pequeño viñador alsaciano» (museo Bartholdi, Colmar) (1869).
- El monumento funerario de los Guardias nacionales caídos en 1870, cementerio de Ladhof (1872).
- La fuente Roesselmann (1888).
- El monumento Gustave Hirn (1890).
- El monumento-fuente al barón Lazarus von Schwendi en la plaza del Ancienne Douane (1898).
- Los «Grandes sostenes del mundo», grupo de bronce de 1902 en el museo Bartholdi, presentado en el Salón de París en 1902.
- El «Tonelero alsaciano», coronamiento de la Casa de las Cabezas (1902).
- Cuatro estatuas alegóricas de «la Orfebrería», «el Estudio», «el Grabado» y «la Pintura» (museo Bartholdi).

Otros monumentos se encuentran igualmente en Francia, y en otros países del mundo:
- El monumento al general Arrighi de Casanova (1867).
- El monumento de Vauban en Avallon (1873).
- El monumento de Champollion en París (1878).
- El monumento de Gribeauval en París (1879).
- El monumento de Rouget de Lisle en Lons-le-Saunier (1882).
- El monumento de Gambetta en Sèvres (1890).
- El monumento de Cristóbal Colón en la Exposición Mundial Colombina de Chicago (1893).
- El monumento de La Fayette y Washington en París (1895).

### En francés
- Ville de Colmar, Bartholdi, le Colmarien qui éclaira le monde : Agenda 2004 de la Ville de Colmar , Colmar, Freppel Edac , 2003,
- Robert Belot, Daniel Bermond, Bartholdi, París, Perrin, 2004, ISBN 2-262-01991-6
- Marie-Sophie Corcy, Nathalie Vu Hong, Lionel Dufaux, La Statue de la Liberté : Le défi de Bartholdi, Gallimard, 2004,
- André Gschaedler, Vérité sur la Statue de la liberté et son créateur, Jérôme Do Bentzinger, 2005, ISBN 2-906238-26-0
- Bertrand Lemoine, Institut français d'architecture, La Statue de la Liberté, Mardaga, 1995, Collection : A.R.C.H.I.V.E.S., ISBN 2-87009-260-1|
- Pierre Vidal, Frédéric-Auguste Bartholdi 1834-1904 : Par la Main, par l'Esprit, París, Les créations du pélican, 2000, ISBN 2-7191-0565-1

### En inglés
- Leslie Allen, Liberty: The Statue and the American Dream (ASIN:B000HMACQI)
- Moreno Barry, The Statue of Liberty Encyclopedia, Nueva York, Simon & Schuster, 2000, ISBN 1-59764-063-8
- Serge Hochain, Building Liberty: A Statue is Born, ISBN 0-7922-6765-6
- Betsy Maestro, Giulio Maestro, The Story of the Statue of Liberty, ISBN 0-688-08746-9
- Marc Tyler Nobleman, The Statue of Liberty (First Facts: American Symbols), ISBN 0-7368-4703-0